# Avatjärnen (Bureå socken, Västerbotten)
Avatjärnen är en sjö i Skellefteå kommun i Västerbotten och ingår i Bureälvens huvudavrinningsområde.